# Hymenaster trias
Hymenaster trias är en sjöstjärneart som beskrevs av Hubert Lyman Clark 1920. Hymenaster trias ingår i släktet Hymenaster och familjen knubbsjöstjärnor. Inga underarter finns listade i Catalogue of Life.